# Sydölands församling
Sydölands församling är en församling i Södra Ölands pastorat i Kalmar-Ölands kontrakt i Växjö stift i Svenska kyrkan. Församlingen ligger i Mörbylånga kommun i Kalmar län på Öland.

## Administrativ historik
Församlingen bildades 2002 genom sammanslagning av Smedby församling, Södra Möckleby församling, Segerstads församling, Gräsgårds församling, Ventlinge församling och Ås församling och utgjorde till 2010 ett eget pastorat. Församlingen ingår sedan 2010 i Södra Ölands pastorat.

## Kyrkor
- Gräsgårds kyrka
- Sankt Johannes kapellruin
- Segerstads kyrka
- Smedby kyrka
- Södra Möckleby kyrka
- Ventlinge kyrka
- Ås kyrka